# Alfeo Brum
Alfeo Brum Rodrígues (Salto, 22 de marzo de 1898 - Montevideo, 25 de febrero de 1972) fue un abogado y político uruguayo que fue vicepresidente de Uruguay entre 1947 y 1952, por dos períodos consecutivos. Ha sido el único personaje en desempeñarse dos veces seguidas en dicho cargo.

## Biografía
Fue el hermano menor de Baltasar Brum, presidente del país en el período 1919-1923. Recibido de abogado, integró desde su juventud el Partido Colorado. Electo diputado por el departamento de  Artigas, representó a este en tres periodos, entre 1923 y 1932.
Asumió como senador el 1 de marzo de 1933. Pocos días más tarde, el 31 de marzo de 1933, al disolverse el Parlamento por el presidente golpista Gabriel Terra, con el apoyo del ejército, la policía y de la fracción mayoritaria del Partido Nacional[cita requerida], liderada por Luis Alberto de Herrera, su hermano Baltasar decidió resistirse al golpe, para lo que se atrincheró en su casa, repeliendo a tiros a los policías que se destinaron a apresarlo. Alfeo Brum acompañó en este acto a su hermano, aunque no pudo impedir que éste se suicidara horas después, al ver lo inútil de su resistencia. Puesto fuera de la ley por la dictadura y encarcelado un breve tiempo en la isla de Flores, se encaminó luego al exilio.
Elegido nuevamente como senador en las elecciones de noviembre de 1946, la muerte del presidente Tomás Berreta (2 de agosto de 1947) y la asunción del vicepresidente Luis Batlle Berres a la presidencia, convirtieron a Alfeo Brum en el nuevo vicepresidente, ya que éste era el primer senador de la fracción colorada más votada al Parlamento.
En las elecciones de noviembre de 1950, Brum se presentó como candidato a la vicepresidencia por el grupo liderado por Andrés Martínez Trueba, uno de los dos candidatos del batllismo, quien triunfara en los comicios, por lo que ocupó nuevamente el cargo entre el 1 de marzo de 1951 al 1 de marzo de 1952, desempeñándose en dos períodos vicepresidenciales seguidos, aunque el segundo se vio interrumpido por la aprobación de la Constitución de 1952, que instauró el Consejo Nacional de Gobierno y se suprimió la Vicepresidencia.

## Descendencia
Del matrimonio Brum-Requena nacieron cuatro hijos: Héctor Brum Requena, en 1925; Guillermo Alfeo Brum Requena, en 1929; Joaquin Brum Requena, en 1933; y Baltasar Brum Requena, nacido en 1935.
Héctor Brum Requena, nacido el 22 de enero de 1925, en Montevideo, y fallecido en 2004. Trabajó constantemente como artista desde 1995, trabajando también profesionalmente en el Ministerio de Transporte y Obras Públicas. Además, trabajó como profesor de arquitectura durante su actividad como artista, siendo escultor y pintor. Llegando a exhibir individualmente en la Galería Moretti, en Montevideo, en 1970.